# Parafia św. Mikołaja Biskupa i Matki Bożej Częstochowskiej w Rokietnicy
Parafia św. Mikołaja Biskupa i Matki Bożej Częstochowskiej w Rokietnicy – parafia rzymskokatolicka znajdująca się w archidiecezji przemyskiej w dekanacie Pruchnik.

## Historia
Parafia została erygowana w 1400 roku, którą uposażyli bracia Mikołaj i Stanisław Dereśniakowie. W 1404 roku bp Maciej Janina konsekrował kościół pw. Św. Krzyża, Matki Bożej i św. Mikołaja Biskupa. Na początku XVII wieku Stanisław Dereśniak przebudował kościół ze stylu gotyckiego na barokowy i ufundował kaplicą św. Walentego. W 1624 roku kościół został zniszczony podczas najazdu Tatarskiego. W 1626 roku postanowiono odbudować kościół. W 1627 roku klucz Rokietnicki nabył Marcin Krasicki. Odbudowany przez Krasickich, kościół został w 1641 roku konsekrowany przez bpa Mikołaja Krasickiego. Krasiccy odnowili uposażenie parafii. W 1672 roku podczas najazdu Tatarów kościół ocalał. 
W 1898 roku kościół został przez ks. Michała Rosickiego resteurowany i 29 czerwca 1900 roku konsekrowany przez bpa Józefa Sebastiana Pelczara. W 1997 roku rozpoczęto generalny remont kościoła.
Na terenie parafii jest 3309 wiernych (w tym: Rokietnica – 1549, Czelatyce – 698, Rokietnica - Wola – 1062).
Proboszczowie parafii:
1862–?. ks. Józef Grodecki.
1874–1908. ks. Michał Rosicki.
1908–1950. ks. Marcin Murdza.
?–?. ks. Jan Koczot (administrator)
1958–?. ks. Karol Bugielski (administrator).
1966–1988. ks. prał. Feliks Karasiński.
1988–2015. ks. Kazimierz Lewczak.
2015– nadal ks. Jacek Chocholek.

## Kościoły filialne
- Czelatyce – w 1968 roku ks. Feliks Karasiński rozpoczął odprawianie niedzielnych mszy świętych przy kapliczce przydrożnej. W 1980 roku rozpoczęto budowę kościoła filialnego, według projektu arch. Jana Rządcy. Kościół poświęcono pw. św. Józefa.
- Rokietnica - Wola – w 2003 roku podjęto decyzję o budowie kościoła filialnego. 2008 roku abp Adam Szal konsekrował kościół pw. Chrystusa Króla.